# Pyrgacris relictus
Pyrgacris relictus är en insektsart som beskrevs av Marius Descamps 1968. Pyrgacris relictus ingår i släktet Pyrgacris och familjen Pyrgacrididae. Inga underarter finns listade i Catalogue of Life.